# Per Rud
Per Rud (født 21. februar 1967) er en dansk fodboldtræner og sportsdirektør, der arbejder som sportsdirektør for HB Køge. Han er tidligere sportsdirektør i Brøndby IF (2013-2015). Han overtog posten i Brøndby fra Ole Bjur i juli 2013 og blev efterfulgt af Troels Bech, som overtog stillingen juni 2015. 

## Karriere og uddannelse
Før Brøndby IF var han sportsdirektør i HB Køge, en stilling han fik i forbindelse med det samarbejde som Køge Boldklub indgik med Herfølge Boldklub, hvor han havde været sportschef siden 2003.
Rud har tidligere været træner for den kvindelige afdeling af Danmarks U17- og U19-fodboldlandshold. Desuden har Rud været træner for Danmarksserieklubberne Døllefjelde Musse og Kolding Boldklub, samt den tyske Oberligaklub TSV Nord Harrislee.
Hos Dansk Boldspil-Union er Rud blevet uddannet som A-licenstræner og DBU-instruktør.

## Personlige liv
Privat er Per Rud bosiddende i Nykøbing Falster og far til 2 børn.

## Udvidet karriere
- 1993-1996: Cheftræner for Kolding Boldklub
- 1996-1998: Cheftræner for TSV Nord Harrislee 05
- 1999-2003: Cheftræner for Døllefjelde-Musse IF
- 2000-2001: Cheftræner for Kvindernes u-17 landshold
- 2001-2003: Cheftræner for Kvindernes u-19 landshold
- 2004-2009: Sportschef i Herfølge Boldklub
- 2009-2013: Sportschef i HB Køge
- 2013-2015: Sportschef i Brøndby IF
- 2015-2016: Sportschef i Knattspyrnufélagið Þróttur
- 2016-: Sportschef i HB Køge